# Culex punctiscapularis
Culex punctiscapularis är en tvåvingeart som beskrevs av Floch och Emile Abonnenc 1946. Culex punctiscapularis ingår i släktet Culex och familjen stickmyggor.
Artens utbredningsområde är Franska Guyana. Inga underarter finns listade i Catalogue of Life.